# Luis Carrero Blanco
Luis Carrero Blanco (4. března 1904 Santoña – 20. prosince 1973 Madrid) byl španělský admirál a státník, v roce 1973 premiér Španělska.

## Biografie
Během vlády Francisca Franca získal v roce 1963 hodnost viceadmirála a v roce 1966 se pak stal admirálem. V politice podporoval především vládní ekonomy z Opus Dei, kteří se podíleli na ekonomickém růstu Španělska v 60. letech.

### Pumový atentát
V roce 1973 se stal předsedou španělské vlády a byl považován za možného nástupce Francisca Franca. Již po šesti měsících působení ve funkci byl však zavražděn při pumovém atentátu, který měla na svědomí teroristická organizace ETA, proti které Luis Carrero Blanco za svého života tvrdě postupoval.